# Scotia (Schiff, 1862)
Die Scotia war ein 1862 in Dienst gestellter, britischer Schaufelraddampfer beziehungsweise Segeldampfer, der als Post- und Passagierschiff zum Einsatz kam. Der Dampfer war zeitweilig das schnellste Schiff auf der Transatlantikroute und Träger des Blauen Bandes. 1879 wurde das Schiff verkauft und zu einem Kabelleger umgebaut. Im Jahre 1904 ging die Scotia infolge von Schiffbruch verloren. 

## Technische Aspekte
Die aus Eisen gebaute Scotia war maximal 121,9 Meter lang und 14,9 Meter breit, die Breite über den beiden seitlichen Radkästen lag bei 23,3 Meter. Der Rumpf war in insgesamt sieben wasserdichte Abteilungen unterteilt. Bei voller Beladung (maximal konnten etwa 1400 Tonnen Fracht aufgenommen werden) lag der Tiefgang bei etwa sechs Metern. Die Scotia war mit 3.871 BRT beziehungsweise 1.862 NRT vermessen, wobei das Gewicht des Rumpfes beim Stapellauf bei 2.500 Tonnen lag. Der Dampfer war für die Mitnahme von 320 Passagieren ausgelegt, hierbei konnten 270 Reisende in der Ersten Klasse und etwa 50 Personen in der Zweiten Klasse untergebracht werden. (Andere Quellen sprechen auch von bis zu 573 möglichen Passagieren.) Im Kriegsfall war es vorgesehen, das Schiff auch als Truppentransporter zu nutzen, wobei bis zu 1.500 Soldaten hätten transportiert werden sollen. 
Die Antriebsanlage bestand aus vier kohlenbefeuerten Dampfkesseln sowie zwei liegenden beziehungsweise horizontal eingebauten 2-Zylinder-Seitenhebel-Dampfmaschinen, welche die beiden Schaufelräder von je 12,4 Meter Durchmesser antrieben. Die maximale Leistung der Maschine betrug 3.065 PSi. Bei Probefahrten am 5. März 1862 erreichte die Scotia eine Höchstgeschwindigkeit von 16,51 Knoten (rund 30,5 km/h). Im späteren Linienbetrieb wurde aus Gründen der Sparsamkeit – unter Volldampf lag der Kohlenverbrauch bei etwa 164 Tonnen am Tag – allerdings zumeist mit Geschwindigkeiten von 14 bis 15 Knoten gefahren (was für jene Zeit aber immer noch eine sehr hohe Geschwindigkeit darstellte). Die maximale Kohlenbeladung lag bei rund 1.800 Tonnen.

## Geschichte
Die im Jahr 1860 in Auftrag gegebene Scotia wurde von der Werft R. Napier & Co. in Glasgow gebaut. Nach dem Stapellauf am 25. Juni 1861, erfolgte im Frühjahr 1862 die Übergabe an die Cunard Line. Die Baukosten beliefen sich auf insgesamt 170.000 £, was inflationsbereinigt beziehungsweise im Jahr 2024 einer Summe von rund 17 Millionen £ entsprechend würde. Das Schiff war der letzte Schaufelraddampfer, der für die Cunard Line in Auftrag gegeben und gebaut wurde. Im Mai 1862 trat die Scotia ihre Jungfernfahrt von Glasgow nach New York an. Im Dezember 1863 erhielt das Schiff das Blaue Band für die schnellste Transatlantikpassage zwischen Europa und den Vereinigten Staaten von Amerika in östlicher Richtung – wobei die Route von New York nach Queenstown verlief – in acht Tagen und drei Stunden. Im Juli 1864 eroberte die Scotia das Blaue Band auch für die Passage in westlicher Richtung (Fahrt von Queenstown nach New York), wobei die Fahrtdauer bei acht Tagen, vier Stunden und 34 Minuten lag; die Durchschnittsgeschwindigkeit betrug bei dieser Atlantiküberquerung 14,54 Knoten. Die Scotia hielt die Auszeichnung über mehrere Jahre hinweg beziehungsweise bis 1872, als sie das Blaue Band an den Passagierdampfer Adriatic der (konkurrierenden) White Star Line verlor.
1875 wurde das Schiff in Liverpool aufgelegt und 1879 von der Telegraph Construction & Maintenance Co. erworben, die es für die zukünftige Aufgabe als Kabelleger umbauen und ausrüsten ließ.
1879 verlegte die Scotia das Kabel von Aden nach Sansibar und 1884 zwischen Lizard und Bilbao. 1887 verlegte sie das Kabel von Porthcurno nach Gibraltar, von Gibraltar nach Malta und 1893 das Kabel von Sansibar zu den Seychellen sowie von Kapstadt nach Moçâmedes. Danach wurden Kabel entlang der südamerikanischen Küste verlegt und gemeinsam mit der Britannia 1902 das deutsche Atlantikkabel von Borkum zu den Azoren und nach New York. Das 7993 Kilometer lange Kabel wurde von den Norddeutschen Seekabelwerke (NSW) in Nordenham gefertigt.
1903 wurde das Schiff an die Commercial Cable Co. verkauft, die es für Wartungs- und Hilfsarbeiten an ihrem Kabelnetz einsetzte. 

## Umbau zum Kabelleger

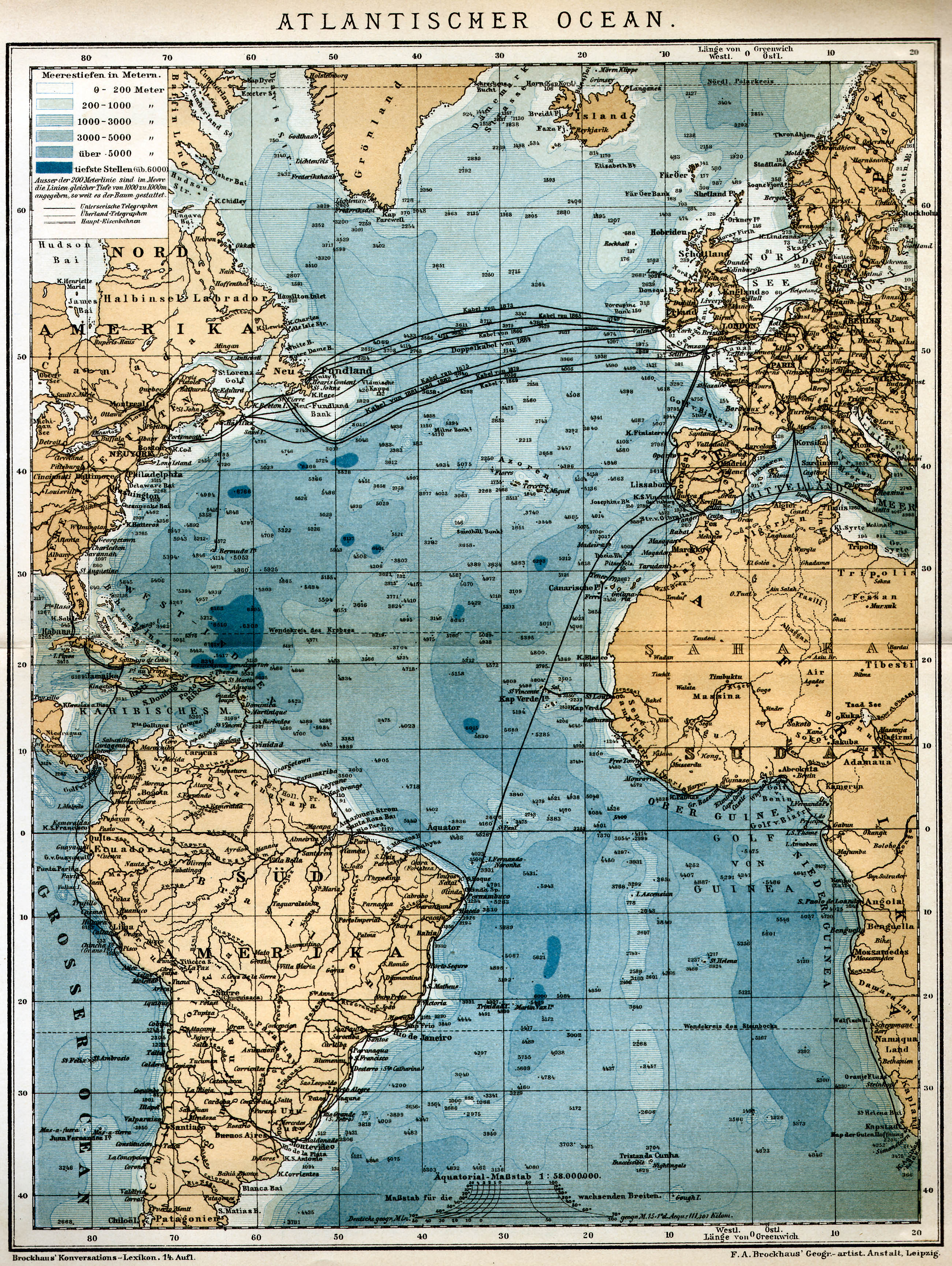
Kabel im Atlantik, 1894/96

Beim Umbau auf der Werft von Laird Brothers wurden die Schaufelräder entfernt und durch zwei Propeller ersetzt. Statt der Laderäume wurden zwei Kabeltanks mit rund 12 m und 10 m Durchmesser und jeweils 7 m Höhe und ein Kabeltank mit rund 11 m Durchmesser und 5 m Höhe eingebaut. Am Bug wurde zum Kabelaufnehmen eine Doppel-Bugrolle eingebaut und auf das Vordeck wurde die Kabelmaschine installiert. Zur Kabelverlegung erhielt das Heck eine Einfachrolle. Im Rahmen dieser Umbauten stieg die Vermessung auf etwa 4.600 BRT an. Bezüglich der Verlegearbeiten zählt die Scotia zu einem der am meisten beschäftigten Kabelleger.

## Verbleib
Am 11. März 1904 lief das Schiff vor Guam auf ein Riff der sogenannten Catalan Bank und sank. Es entstanden keine Personenschäden, da der vergleichsweise stabil gebaute Rumpf des Schiffes so lange standhielt, bis die gesamte Besatzung gerettet worden war. Der überwiegende Teil der Maschinenanlage konnte im Jahre 1910 von einem Bergungsteam aus dem Wrack ausgebaut und geborgen werden. Die Untergangsstelle liegt ungefähr bei Position 13° 27′ N, 144° 37′ O. Reste des in etwa 13 Metern Tiefe liegenden Wracks sind heute kaum mehr auszumachen, da die in Küstennähe liegende Untergangsstelle in den 1940er Jahren beim Bau eines Wellenbrechers fast vollständig zugeschüttet wurde.

## Vom Schiff ausgeführte Kabellegearbeiten
- 1879: Penang – Malakka – Singapur – Banjoewangie
- 1880: Aden – Sansibar
- 1880: Erneuerung eines großen Teils des 1866 verlegten Transatlantikkabels
- 1882: Greetsiel – Borkum – Valencia
- 1883: Wladiwostok – Nagasaki – Shanghai
- 1883: Hongkong – Fuzhou – Shanghai
- 1884: The Lizard – Bilbao
- 1884: Madeira – São Vicente
- 1884: São Vicente – Pernambuco
- 1885: Bathurst – Freetown – Accra – Lagos – Brass – Bonny
- 1887: Porthcurno – Carcavelos – Gibraltar – Malta – Zakynthos
- 1889: Kapstadt – Moçâmedes
- 1890: Sydney – Wellington
- 1890: Aden – Sues
- 1891: Fanø – Oye
- 1893: Sansibar – Seychellen – Mauritius
- 1894: Valentia Island – Hearts Content, Neufundland
- 1894: Singapur – Labuan
- 1894: Labuan – Menumbok
- 1894: Labuan – Hongkong
- 1896: Greetsiel – Borkum – Vigo
- 1898: Jamaika – Turks-Inseln – Bermuda
- 1898: Porthcurno – Gibraltar
- 1900: Rio de Janeiro – Pernambuco – Pará
- 1900: Montevideo – Maldonado – Rio de Janeiro
- 1901: Kokosinseln – Cottesloe, Perth – Glenelg, Adelaide
- 1901: North Sydney – Saint-Pierre und Miquelon – Bay Roberts
- 1902: Cottesloe, Perth – Adelaide